# Daewoo CPC-300
Daewoo CPC-300 ist ein MSX-2-Heimcomputer von der koreanischen Elektronikfirma Daewoo der 1989 auf den Markt gebracht wurde.

## Beschreibung

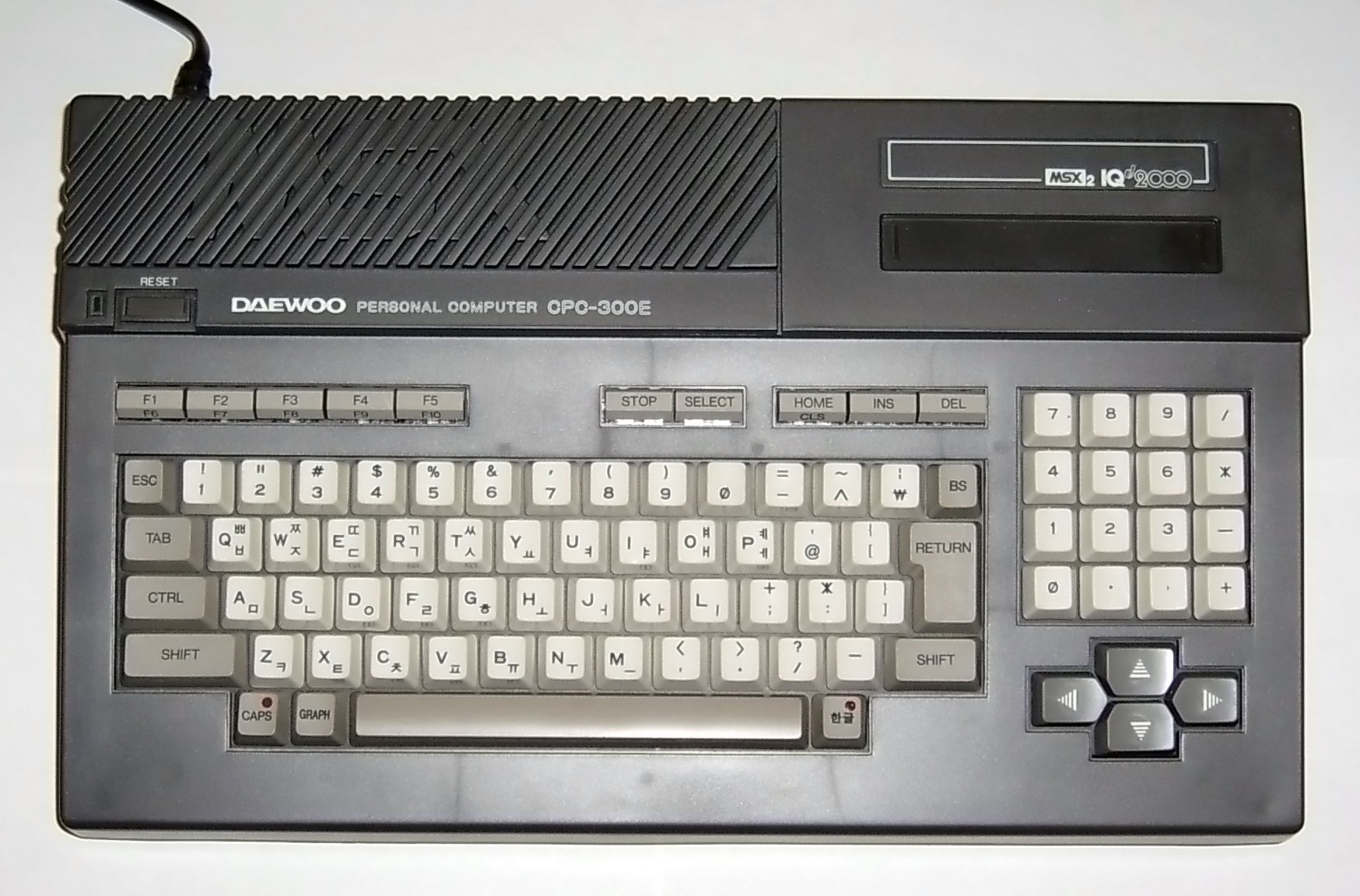
Koreanischer Daewoo CPC-300

Nach den MSX-1-Modellen CPC-100 und CPC-200 erschien dieser MSX-2-Computer im Jahr 1989. Das Gerät wird von einem Zilog Z80A-Prozessor mit einer Taktfrequenz von 3,58 MHz betrieben.
Der Computer hat eine Video-Schnittstelle (NTSC) und eine Audio-Schnittstelle (Mono). Man kann die Darstellung zwischen schwarzweiß und farbig umstellen. Ebenso besitzt der Computer einen Cartridge-Port, eine Druckerschnittstelle und eine Kassettenrekorderschnittstelle. Die benötigte Netzspannung beträgt entweder 110 V oder 220 V bei 50 Hertz und kann per Schalter an der Unterseite des Computers eingestellt werden.

## Versionen
Der Computer wurde in zwei Versionen hergestellt: CPC-300 und CPC-300E. Beim CPC-300E handelte es sich um eine abgespeckte Variante. Ebenso wurde der CPC-300 in einer koreanischen und einer internationalen Variante hergestellt. Die koreanische Tastatur beinhaltet Hangeul-Zeichen. Der Splash Screen wurde gegenüber den MSX-Rechner verändert und „IQ 2000“ in Hangeul wird angezeigt.
Der CPC-300 hat 128 KByte Arbeitsspeicher und 128 KByte Grafikspeicher, eine batteriegetriebene Uhr und zwei Joystick-Ports, sowie eine Lichtgriffel-Schnittstelle und bringt das eingebaute Programm „MSX-TUTOR“ mit.
Der CPC-300E ist eine schwächere Variante des CPC-300. Er hat nur 64 KByte Arbeitsspeicher und verfügt über keine batteriegetriebene Uhr; es fehlen zudem die Schnittstellen für Joystick und Lichtgriffel.